# Nikolaus von Myra (Rhetor)
Nikolaus von Myra (lateinisch Nicolaus Myrensis, auch Νικόλαος Σοφιστής „Nikolaus der Sophist“) war ein griechischer Sophist und Rhetor des 5. Jahrhunderts. Er ist nicht identisch mit dem heiligen Bischof Nikolaus von Myra.
Hauptquelle für sein Leben ist die Suda. Danach stammte Nikolaus aus Myra in Lykien. Er war ein Schüler des Sophisten Lachares in Athen und ein Freund des Proklos. Unter den Kaisern Leo I., Zenon und Anastasios I. hatte er im letzten Viertel des 5. Jahrhunderts eine Professur in Konstantinopel, wo sein Bruder Dioskorios ein hoher Beamter, Stadtpräfekt oder Konsul, war. Er hat danach rhetorische Schriften, Progymnasmata (προγυμνάσματα) und Meletai (μελέται), verfasst.

## Ausgaben und Übersetzungen
- Christian Walz: Rhetores Graeci. Band 1. J. G. Cotta, Stuttgart u. a. 1832, S. 263–420, (Digitalisat).
- Joseph Felten: Nicolai Progymnasmata (= Rhetores Graeci. Bd. 11). Teubner, Leipzig 1913.
- George A. Kennedy (Übersetzer): Progymnasmata. Greek textbooks of prose composition. Introductory to the study of rhetoric. Writings by or attributed to: Theon, Hermogenes, Aphthonius, Nicolaus, together with: Anonymous prolegomena to Aphthonius, selections from the commentary attributed to John of Sardis, and fragments of the Progymnasmata of Sopatros. 2., überarbeitete Auflage. Selbstverlag, Fort Collins (CO) 2000, S. 99–131